# Josip Nikolai Peruzović
Josip Hrvoje Peruzović (Split, Hrvatska, 14. listopada 1947. − 28. srpnja 2018.), poznat pod borilačkim imenom Nikolai Volkoff, profesionalni hrvač hrvatskog podrijetla poznat po nastupima pod krovom organizacije WWF. Premda je na televiziji prikazivan kao neprijateljski Rus, Peruzović je iz Hrvatske. Poznat po nastupima u paru sa Željeznim Šeikom, s kojim je osvojio World Tag Team Championship (WWE) na inauguralnom događaju WrestleManije, te s Borisom Zukhovim kao The Bolsheviks.
Peruzoviću su roditelji s otoka Brača i Sinja. Bio je članom jugoslavenske reprezentacije u dizanju utega do 1967., a onda je prebjegao u Kanadu, iskoristivši prigodu kad je bila na turniru u dizanju utega u Beču, u Austriji. U Kanadu ga je trenirao u Calgaryju Stu Hart, nakon njegova dolaska u SAD 1970. godine.

### World Wide Wrestling Federation
Kad je došao, natjecao se pod krovom World Wide Wrestling Federation (WWWF) (danas WWE). Borio se pod imenom Bepo Mongol, a vodio ga je "kapetan" Lou Albano. U paru s Getom Mongolom, osvojio je naslov WWWF International Tag Team od Tonyja Marina i Victora Rivere 15. lipnja 1970. Nakon što je izgubio naslove od Lukea Grahama i Tarzana Tylera u borbi u kojoj su se ujedinili naslovi prvaka po WWWF International i WWWF World Tag Team Titles, nastavio se natjecati samostalno pod imenom Nikolai Volkoff.
1974. se je godine pojavio u borbi za pamćenje koja je rasprodala cijeli Madison Square Garden. Borio se protiv jednog od najslavnijih prvaka, velikog Bruna Sammartina. Volkoff je lovio naslov WWWF veći dio svoje rane karijere i svaki prvak po WWWF-u uvijek mu je dao prigodu za borbu za naslov.
Nastupao je i pod imenom Boris Breznikoff.
Visine je 193 cm, a težine 143 kg.